# Parafia św. Michała Archanioła w Inowłodzu
Parafia św. Michała Archanioła w Inowłodzu – rzymskokatolicka parafia należąca do dekanatu Lubochnia w diecezji łowickiej.
Erygowana w XI wieku.
Do parafii należą wierni z miejscowości: Fryszerka, Inowłódz, Królowa Wola (część), Liciążna, Poświętne, Teofilów, Zakościele i Żądłowice.